# Blyxa
Blyxa is een geslacht uit de waterkaardefamilie (Hydrocharitaceae). 

## Soorten
- Blyxa aubertii A. Rich.
- Blyxa echinosperma (C.B.Clarke) Hook.f.
- Blyxa hexandra C.D.K.Cook & Luond
- Blyxa japonica (Miq.) Maxim. ex Asch. & Gürke
- Blyxa javanica Hassk.
- Blyxa leiosperma Koidz.
- Blyxa novoguineensis Hartog
- Blyxa octandra (Roxb.) Planch. ex Thwaites
- Blyxa quadricostata Hartog
- Blyxa radicans Ridl.
- Blyxa senegalensis Dandy
- Blyxa vietii C.D.K.Cook & Luond

... · 
Blyxa · 
Egeria · 
Elodea · 
Hydrocharis · 
Najas · 
Stratiotes · 
Vallisneria · 
...